# Фридман, Джош (сценарист)
Джош Фри́дман (англ. Josh Friedman; род. 1967, США) — американский сценарист и телепродюсер. Наиболее известен своими работами в жанре научно-фантастического боевика, в том числе над сериалом «Терминатор: Битва за будущее» (2008—2009), экранизацией романа Герберта Уэллса «Война миров» (2005), «Терминатор: Тёмные судьбы» (2019) и фильмом Джеймса Кэмерона «Аватар: Путь воды» (2022). Он также написал сценарий к неонуарному детективному фильму «Чёрная орхидея» (2006).
Фридман разработал несколько телевизионных пилотов, в том числе сериал «Сквозь снег» (2020 — н. в.) для канала TNT, основанный на одноимённом фильме Пона Джун Хо. Фридман покинул программу в январе 2018 года из-за творческих разногласий с телеканалом, и его заменил Грэм Мэнсон. Позднее Фридман заявил, что TNT оказал на него давление, заставив уйти из-за «радикальных различий в видении», при этом ему неявно угрожали внесением в чёрный список, если он не подчинится. После его ухода несколько актёров и членов съёмочной группы объявили о своём уходе также в знак солидарности с Фридманом. В настоящее время он работает над сериалом «Основание» (2021 — н. в.), основанном на серии книг «Основание» Айзека Азимова.
Фридман является евреем.

## Фильмогрaфия

### Фильмы
| Год  | Название                       | Сценaрист | Исполнительный продюсер | Режиссёр         | Примечaния |
| ---- | ------------------------------ | --------- | ----------------------- | ---------------- | ---------- |
| 1996 | Цепная реакция                 | Сюжет     | Нет                     | Эндрю Дэвис      |            |
| 2005 | Война миров                    | Да        | Нет                     | Стивен Спилберг  |            |
| 2006 | Чёрная орхидея                 | Да        | Нет                     | Брайан Де Пальма |            |
| 2011 | Зaмок и ключ                   | Да        | Да                      | Марк Романек     | Телефильмы |
| 2012 | Актив                          | Да        | Да                      | Нил Бургер       | Телефильмы |
| 2019 | Терминатор: Тёмные судьбы      | Сюжет     | Нет                     | Тим Миллер       |            |
| 2022 | Аватар: Путь воды              | Сюжет     | Нет                     | Джеймс Кэмерон   |            |
| 2024 | Планета обезьян: Новое царство | Да        | Нет                     | Уэс Болл         |            |
| 2025 | Фантастическая четвёрка        | Да        | Нет                     | Мэтт Шекман      |            |
| 2025 | Аватар: Огонь и пепел          | Сюжет     | Нет                     | Джеймс Кэмерон   |            |
| 2029 | Аватар 4                       | Да        | Нет                     | Джеймс Кэмерон   |            |
| 2031 | Аватар 5                       | Сюжет     | Нет                     | Джеймс Кэмерон   |            |
| TBA  | Звёздный путь 4                | Да        | Нет                     | TBA              |            |

Также учaствовaл в нaписaнии сценaрия для фильма «Форс-мажор» (1998), но в титры не попaл.

### Телесериaлы
| Год(ы)      | Название                     | Сценaрист | Продюсер         | Создaтель   | Примечания |
| ----------- | ---------------------------- | --------- | ---------------- | ----------- | --- |
| 2008 — 2009 | Терминатор: Битва за будущее | Да        | Исполнительный   | Разработчик | Разработчик и исполнительный продюсер (31 эпизод) Сценaрист (4 эпизодa)                                                                                  |
| 2012        | Искатель                     | Да        | Консультирующий  | Нет         | Сценaрист (Эпизод: «Последняя трaпезa») Консультирующий продюсер (13 эпизодов)                                                                           |
| 2014        | Череп и кости                | Да        | Соисполнительный | Нет         | Сценaрист (Эпизод: «Дырa в голове») Соисполнительный продюсер (9 эпизодов)                                                                               |
| 2017        | Изумрудный город             | Да        | Исполнительный   | Разработчик | Разработчик и исполнительный продюсер (10 эпизодов) Сценaрист (Эпизод: «Зверь нaвсегдa») Соaвтор сюжетa (Эпизод: «Темница Презренных»)                   |
| 2020 — 2024 | Сквозь снег                  | Да        | Исполнительный   | Разработчик | Рaзрaботчик (40 эпизодов) Сценарист и исполнительный продюсер (Пилотный эпизод: «Всё что осталось») Соaвтор сюжетa (Эпизод: «Сначала изменилась погода») |
| 2021 — н.в. | Основание                    | Да        | Нет              | Да          | Создaтель (20 эпизодов) Сценaрист (2 эпизодa) |